# عشایر کرد
عشایر کرد در آناتولی مرکزی:
- جانبیگی
- شیخ‌بزینی
- رَشی
- میکائیلی
- روته
- زِرکی
- تِرکی
- صیدونی
- قِلوری
- دویکان
- موتیکان
- شیخ‌بیلی
- بِلکی
- هِجیبی
- آتمانه
- بازِکی
- مِلی
- برکتی
- مِفکی
- اوخچی
- پِسی
- سِویدی
- جوتکی
- خلیکی
- عمری
- سَفکی
- جَلکی
- نصیری